# Perdita callicerata
Perdita callicerata är en biart som beskrevs av Cockerell 1897. Perdita callicerata ingår i släktet Perdita och familjen grävbin. Inga underarter finns listade i Catalogue of Life.